# Rena (chi)
Rena là danh pháp khoa học của một chi rắn trong họ Leptotyphlopidae. Chi này là đặc hữu Tân Thế giới. Tất cả các loài này từng có thời được xếp trong chi Leptotyphlops.

## Các loài
Chi Rena chứa 11 loài.
- Rena boettgeri (F. Werner, 1899)
- Rena bressoni (Taylor, 1939) – Rắn mù mỏng Michoacán
- Rena dissecta (Cope, 1896) – Rắn mù New Mexico.
- Rena dugesii (Bocourt, 1881) – Rắn chỉ Dugès
- Rena dulcis Baird & Girard, 1853 – Rắn mù Texas
- Rena humilis Baird & Girard, 1853 – Rắn chỉ miền tây
- Rena iversoni (H.M. Smith, van Breukelen, Auth & Chiszar, 1998)
- Rena maxima (Loveridge, 1932) – Rắn mù lớn
- Rena myopica (Garman, 1884)
- Rena segrega (Klauber, 1939) – Rắn mù Trans-Pecos
- Rena unguirostris (Boulenger, 1902) – Rắn mù miền nam

Nota bene: Tác giả danh pháp hai phần trong mở đóng ngoặc chỉ ra rằng ban đầu loài được mô tả trong chi khác, không phải trong chi Rena.

## Từ nguyên
Tên loài boettgeri là để vinh danh nhà động vật học người Đức Oskar Boettger.
Tên loài dugesii là để vinh danh nhà động vật học người Mexico Alfredo Dugès.
Tên loài iversoni là để vinh danh nhà bò sát học người Mỹ John B. Iverson.